# Список 50 чинних голів країн, що керують найдовше
Спи́сок 50 чи́нних голі́в краї́н, що керу́ють найдо́вше — список п'ятдесяти людей, які найдовше виконують безперервно обов'язки голови держави чи уряду, чи мають іншу посаду, яка вважається найвищою відповідно конституції країни посадовця. У списку враховується час перебування на найвищих посадах країн, до уваги не береться час правління на посадах до здобуття тією чи іншою країною незалежності. Ураховується як юридичне перебування на керівній посаді, так і фактичне правління країною (у час перевиборів, революційних дій, змін форм правління, зміни посади — з голови держави на голову уряду і навпаки).

## Загальна статистика
Серед 50 найдовше правлячих голів держав є 40 правителів (які виконують обов'язки правління де-юре чи де-факто), 2 генерал-губернатори, 8 голів урядів. Серед 40 правителів держав 19 є монархами (імператори, королі, князі, еміри, султани). П'ять монархів перебувають у першій десятці списку.
Період початку правління 50 найдовше правлячих голів держав і урядів займає 1967–2014 роки. Правителем, який є головою держави найдовше з нині правлячих, є султан Брунею Хассанал Болкіах (з 1967 року). В Африці найдовше править президент Камеруну — Поль Бія (з 1975 року). В Америці найбільший час при владі прем'єр Сент-Вінсент і Гренадини — Ральф Гонсалвіш (з 2001 року).
У списку найбільше представників Африки (18 осіб), далі — Азії (14), Європи (12), Америки (6), Австралії та Океанії (1).
Прем'єр-міністр Бахрейну Халіфа ібн Салман аль-Халіфа був людиною, яка найдовше в історії виконував обов'язки голови уряду (1971—2020). Головою держави, який найдовше в історії обіймав пост президента, був президент Габону Омар Бонго, померлий 2009 року (правив 42 роки). Фідель Кастро був найдовше правлячим головою держави в історії, який не був монархом; правив Кубою спочатку як прем'єр-міністр, а потім як президент 49 років (1959—2008). Найдовше правлячим монархом в історії був ймовірно володар стародавнього Єгипту Пепі II, який згідно з думкою деяких дослідників правив 94 роки. Однак, за достовірною і задокументованою тривалістю правління, найдовше правив король Свазіленду Собуза II, в 1899–1982 роках (82 роки і 254 дні).

## Список голів держав
Роки початку правління
| 1960—1969 | 1970—1979 | 1980—1989 | 1990—1999 | 2000—2010 |

| №  | Фото | Ім'я                           | Початок правління | Править років | Країна                   | Назва посади правління | Партія/Династія                                        | Прим.  |
| -- | ---- | ------------------------------ | ----------------- | ------------- | ------------------------ | --- | ------------------------------------------------------ | ------ |
| 1  |      | Хассанал Болкіах               | 5 жовтня 1967     | 57.8          | Бруней                   | султан | Болкіах                                                | [ 3 ]  |
| 2  |      | Карл XVI Густав                | 15 вересня 1973   | 51.9          | Швеція                   | Король | Бернадоти                                              | [ 4 ]  |
| 3  |      | Поль Бія                       | 30 червня 1975    | 50.1          | Камерун                  | Прем'єр-міністр 30 червня 1975 — 6 листопада 1982, Президент з 6 листопада 1982                                                                               | Народний Демократичний Рух Камеруна                    | [ 5 ]  |
| 4  |      | Теодоро Обіанг Нгема Мбасого   | 3 серпня 1979     | 46            | Екваторіальна Гвінея     | Голова Найвищої Військової Ради 3 серпня 1979 — 15 серпня 1982, Президент з 15 серпня 1982                                                                    | Демократична партія Екваторіальної Гвінеї              | [ 6 ]  |
| 5  |      | Алі Хаменеї                    | 2 жовтня 1981     | 43.8          | Іран                     | Президент 2 жовтня 1981 — 2 серпня 1989 Верховний лідер Ірану з 4 червня 1989                                                                                 | Джамеї Ровханеят е Мобарез                             | [ 7 ]  |
| 6  |      | Ганс-Адам II Ліхтенштейн       | 26 серпня 1984    | 40.9          | Ліхтенштейн              | Князь з 13 листопада 1989 26 серпня 1984 — 13 листопада 1989 фактично правив країною при живому князі Франці Йосипі II на посаді принца-регента.              | Ліхтенштейни                                           | [ 8 ]  |
| 7  |      | Йовері Мусевені                | 29 січня 1986     | 39.5          | Уганда                   | Президент | Народний Рух Опору                                     | [ 9 ]  |
| 8  |      | Мсваті III                     | 12 квітня 1986    | 39.3          | Есватіні                 | Король | Дламіні                                                | [ 10 ] |
| 9  |      | Гаральд V                      | 1 червня 1990     | 35.2          | Норвегія                 | Король з 17 січня 1991 1 червня 1990 — 17 січня 1991 фактично правив країною на посаді принца-регента                                                         | Глюксбурги                                             | [ 11 ] |
| 10 |      | Емомалі Рахмон                 | 20 листопада 1992 | 32.7          | Таджикистан              | Голова Верховної Ради 20 листопада 1992 — 16 листопада 1994 Президент з 16 листопада 1994                                                                     | Народно-демократична партія                            | [ 12 ] |
| 11 |      | Ісайяс Афеверкі                | 24 травня 1993    | 32.2          | Еритрея                  | Президент | Народний Фронт Демократії і Справедливості             | [ 13 ] |
| 12 |      | Лукашенко Олександр Григорович | 20 липня 1994     | 31.1          | Білорусь                 | Президент | Безпартійний                                           | [ 14 ] |
| 13 |      | Летсіє III                     | 7 лютого 1996     | 29.5          | Лесото                   | Король | Мошеш                                                  | [ 15 ] |
| 14 |      | Дені Сассу-Нгессо              | 25 жовтня 1997    | 27.8          | Республіка Конго         | Президент | Конголезька партія праці                               | [ 16 ] |
| 15 |      | Анрі                           | 3 березня 1998    | 27.4          | Люксембург               | Герцог з 7 жовтня 2000 3 березня 1998 — 7 жовтня 2000 перебував на посаді регента                                                                             | Бурбони                                                | [ 17 ] |
| 16 |      | Абдалла II                     | 7 лютого 1999     | 26.5          | Йорданія                 | Король | Хашиміти                                               | [ 18 ] |
| 17 |      | Хамад ібн Іса аль-Халіфа       | 6 березня 1999    | 26.4          | Бахрейн                  | Емір 6 березня 1999 — 14 лютого 2002 Король з 14 лютого 2002                                                                                                  | Аль-Халіфа                                             | [ 19 ] |
| 18 |      | Ісмаїл Омар Гелле              | 8 березня 1999    | 26.4          | Джибуті                  | Президент | Національне Об'єднання Прогресу                        | [ 20 ] |
| 19 |      | Могамед VI                     | 23 липня 1999     | 26            | Марокко                  | Король | Алауїти                                                | [ 21 ] |
| 20 |      | Путін Володимир Володимирович  | 8 серпня 1999     | 26            | Росія                    | Прем'єр-міністр 8 серпня 1999 — 7 травня 2000 Президент 7 травня 2000 — 7 травня 2008 Прем'єр-міністр 8 травня 2008 — 7 травня 2012 Президент з 7 травня 2012 | Єдина Росія                                            | [ 22 ] |
| 21 |      | Поль Кагаме                    | 24 березня 2000   | 25.4          | Руанда                   | В. о. президента 24 березня 2000 — 22 квітня 2000 Президент з 22 квітня 2000                                                                                  | Руандійський патріотичний фронт                        | [ 23 ] |
| 22 |      | Ральф Гонсалвіш                | 28 березня 2001   | 24.4          | Сент-Вінсент і Гренадини | Прем'єр-міністр | Об'єднана лейбористська партія                         |        |
| 23 |      | Реджеп Тайїп Ердоган           | 14 березня 2003   | 22.4          | Туреччина                | Прем'єр-міністр 14 березня 2003 — 28 серпня 2014 Президент з 28 серпня 2014                                                                                   | Партія справедливості та розвитку                      |        |
| 24 |      | Ільхам Алієв                   | 4 серпня 2003     | 22            | Азербайджан              | Прем'єр-міністр 4 серпня 2003 — 4 листопада 2003 Президент з 31 жовтня 2003                                                                                   | «Новий Азербайджан»                                    |        |
| 25 |      | Мірзійоєв Шавкат Міромонович   | 11 грудня 2003    | 21.6          | Узбекистан               | Прем'єр-міністр з 11 грудня 2003 в.о. Президента з 8 вересня 2016                                                                                             | Узбецька національна партія демократичного відродження |        |
| 26 |      | Рузвельт Скерріт               | 8 січня 2004      | 21.6          | Домініка                 | Прем'єр-міністр | Домінікська лейбористська партія                       |        |
| 27 |      | Сіамоні Нородом                | 14 жовтня 2004    | 20.8          | Камбоджа                 | Король | Нородом                                                |        |
| 28 |      | Махмуд Аббас                   | 15 січня 2005     | 20.5          | Палестина                | Президент | ФАТХ                                                   |        |
| 29 |      | Альбер II                      | 31 березня 2005   | 20.3          | Монако                   | Князь |                                                        |        |
| 30 |      | Фор Гнассінгбе                 | 4 травня 2005     | 20.2          | Того                     | Президент |                                                        |        |
| 31 |      | Салва Киїр                     | 11 серпня 2005    | 20            | Південний Судан          | Президент |                                                        |        |
| 32 |      | Мохаммед ібн Рашид Аль Мактум  | 11 лютого 2006    | 19.5          | ОАЕ                      | Прем'єр-міністр |                                                        |        |
| 33 |      | Джігме Кхесар Намг'ял Вангчук  | 14 грудня 2006    | 18.6          | Бутан                    | Король | Вангчук                                                |        |
| 34 |      | Данієль Ортега                 | 10 січня 2007     | 18.6          | Нікарагуа                | Президент |                                                        |        |
| 35 |      | Патрік Аллен                   | 26 лютого 2009    | 16.4          | Ямайка                   | Генерал-губернатор |                                                        |        |
| 36 |      | Віктор Орбан                   | 10 травня 2010    | 15.2          | Угорщина                 | Прем'єр-міністр |                                                        |        |
| 37 |      | Алассан Уаттара                | 11 квітня 2011    | 14.3          | Кот-д'Івуар              | Президент |                                                        |        |
| 38 |      | Майкл Гіґґінс                  | 11 листопада 2011 | 13.7          | Ірландія                 | Президент |                                                        |        |
| 39 |      | Кім Чен Ин                     | 29 грудня 2011    | 13.6          | Північна Корея           | Верховний керівник Північної Кореї |                                                        |        |
| 40 |      | Тупоу VI                       | 18 березня 2012   | 13.4          | Тонга                    | |                                                        |        |
| 41 |      | Сі Цзіньпін                    | 14 березня 2013   | 12.4          | КНР                      | |                                                        |        |
| 42 |      | Ніколас Мадуро                 | 3 березня 2013    | 12.4          | Венесуела                | |                                                        |        |
| 43 |      | Абдулкадер Каміл Могамед       | 31 березня 2013   | 12.3          | Джибуті                  | |                                                        |        |
| 44 |      | Віллем-Олександр               | 30 квітня 2013    | 12.3          | Нідерланди               | Король Нідерландів | Оранська                                               |        |
| 45 |      | Сесіль Ла Гренейд              | 7 травня 2013     | 12.2          | Гренада                  | Генерал-губернатор Гренади |                                                        |        |
| 46 |      | Тамім бін Хамад Аль Тані       | 25 червня 2013    | 12.1          | Катар                    | Емір |                                                        |        |
| 47 |      | Філіп I                        | 21 липня 2013     | 12            | Бельгія                  | Король Бельгії |                                                        |        |
| 48 |      | Еді Рама                       | 15 вересня 2013   | 11.9          | Албанія                  | Прем'єр-міністр |                                                        |        |
| 49 |      | Кохір Расулзада                | 23 листопада 2013 | 11.7          | Таджикистан              | Прем'єр-міністр |                                                        |        |
| 50 |      | Александар Вучич               | 27 квітня 2014    | 11.3          | Сербія                   | Прем'єр-міністр, президент |                                                        |        |